# تپه خصم
تپه خصم مربوط به دوران پیش از تاریخ ایران باستان است و در شهرستان ممسنی، روستای خنیمه واقع شده و این اثر در تاریخ ۱۶ مهر ۱۳۷۹ با شمارهٔ ثبت ۲۷۸۸ به‌عنوان یکی از آثار ملی ایران به ثبت رسیده است.